# Stowe Open 1980
Lo Stowe Open 1980 è stato un torneo di tennis giocato sul cemento. È stata la 3ª edizione del Stowe Open, che fa parte del Volvo Grand Prix 1980. Si è giocato a Stowe negli USA, dall'11 al 17 agosto 1980.

## Campioni

### Singolare
Robert Lutz ha battuto in finale  Johan Kriek con il punteggio di 6–3, 6–1

### Doppio
Robert Lutz /  Bernard Mitton hanno battuto in finale  Ilie Năstase /  Ferdi Taygan con il punteggio di 6–4, 6–3